# نياسين
النياسين (بالإنجليزية: Niacin)‏ المعروف أيضا باسم حمض النيكوتينيك، هو مركب عضوي وشكل من أشكال فيتامين بي3، هو عنصر غذائي بشري أساسي. يمكن تصنيعه من قبل النباتات والحيوانات من التربتوفان الحمض الأميني. يتم الحصول على النياسين في النظام الغذائي من مجموعة متنوعة من الأطعمة الكاملة والمصنعة، مع أعلى محتويات في الأطعمة المعلبة المدعمة، اللحوم، الدواجن، الأسماك الحمراء مثل التونة والسلمون، وكميات أقل في المكسرات، البقوليات، والبذور. يستخدم النياسين كمكمل غذائي لعلاج البلاغرا، هو مرض ناجم عن نقص النياسين. تشمل علامات وأعراض البلاغرا آفات الجلد والفم، الإسهال، الضعف، الصداع، والتعب. تفرض العديد من البلدان إضافتها إلى دقيق القمح أو الحبوب الغذائية الأخرى، مما يقلل من خطر البلاغرا.
نيكوتيناميد المشتق من أميد (نياسيناميد) هو أحد مكونات الإنزيمات المساعدة نيكوتيناميد أدينين دينوكليوتيد (NAD) ونيكوتيناميد أدينين ثنائي نوكليوتيد الفوسفات (NADP +). على الرغم من أن النياسين والنيكوتيناميد متطابقان في نشاط الفيتامينات، إلا أن النيكوتيناميد ليس له نفس الآثار الدوائية أو المعدلة للدهون أو الآثار الجانبية مثل النياسين، أي عندما يأخذ النياسين مجموعة -amide، فإنه لا يقلل من الكوليسترول ولا يسبب الاحمرار. يوصى باستخدام النيكوتيناميد كعلاج لنقص النياسين لأنه يمكن إعطاؤه بكميات علاجية دون التسبب في الاحمرار، والذي يعتبر تأثيرا سلبيا.
النياسين هو أيضا دواء بوصفة طبية. كميات تزيد كثيرا عن المدخول الغذائي الموصى به لوظائف الفيتامينات ستخفض الدهون الثلاثية في الدم والكوليسترول البروتين الدهني منخفض الكثافة (LDL-C)، وترفع الكوليسترول الدهني عالي الكثافة في الدم (HDL-C، وغالبا ما يشار إليه باسم الكوليسترول «الجيد»). على الرغم من التغيرات المثبتة في الدهون، لم يتم العثور على النياسين مفيدا لتقليل خطر الإصابة بأمراض القلب والأوعية الدموية لدى أولئك الذين يتناولون الستاتين بالفعل.
النياسين مركب عضوي صيغته الجزيئية C6NH5O2، وينتمي إلى مجموعة أحماض البيريدين الكربوكسيلية. كمقدمة لنيكوتيناميد الأدينين ثنائي النوكليوتيد وفوسفات نيكوتيناميد الأدينين ثنائي النوكليوتيد، يشارك النياسين في إصلاح الحمض النووي.

## أهميته الحيوية
الصورة النشطة من النياسين هي الأدينين ثنائي النيوكليوتيد(ثنائي نوكليوتيد الأدنين وأميد النيكوتين) والأدينين ثنائي النيوكليوتيد فوسفات (فوسفات ثنائي نيوكليوتيد الأدينين وأميد النيكوتين) الموجودان في السيتوسول cytosol في معظم الخلايا (وهو الجزء من السيتوبلازم الخالي من العضيات) ويلعبان دورا مهما كعوامل مساعدة للعديد من الإنزيمات النازعة للهيدروجين في السيتوسول الميتوكوندريا. وهذه الإنزيمات مثل لاكتات ديهيدروجينيز lactate dehydrogenase ومالات ديهيدروجينيز malate dehydrogenase أساسية في أيض الأحماض الدهنية (الدهون) ، والكربوهيدرات والأحماض الأمينية .
يمكن تصنيع النياسين من الحمض الأميني الأساسي تربتوفان بنسبة 1 ملليجرام نياسين لكل 60 ملليجرام تربتوفان بالعديد من التفاعلات التي يبدأها إنزيم تربتوفان بيروليز tryptophan pyrrolase وهو إنزيم هيموبروتيني.
يستخدم النياسين علاجياً لخفض مستوى الكوليسترول في البلازما عن طريق تثبيط تدفق الأحماض الدهنية الحرة من الأنسجة الدهنية، يعمل على تقليل الإصابة بمرض السكري ، ويقلل من خطر الإصابة بهشاشة العظام ، يحافظ على صحة الجلد وشبابه ونقائه  وله دور في تغذية الشعر فهو يساهم في نموه وتقليل تساقطه.

## النقص والزيادة
يؤدي نقص النياسين لمرض البلاغرا، ويرتبط نقصه عادة بالفقر، سوء التغذية، وإدمان الكحول. ولكنه يحدث أيضا لدى المجتمعات التي تعتمد على الذرة كغذاء أساسي، ولذلك هو منتشر في دلتا النيل في مصر.
تناول كميات كبيرة من النياسين (فيتامين بي3) يؤدي إلى توسيع الأوعية الدموية، احمرار الجلد، الصداع، ازدياد تدفق الدم داخل المخ، الإسهال، القيء، وعلى المدى الطويل تحدث الصفراء ويتضرر الكبد.

## الحاجات اليومية

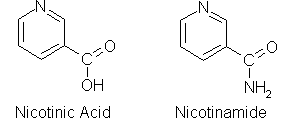
حمض النيكوتينيك/النياسين (يسار) والنيكوتيناميد (يمين)

النسبة الموصى بها يوميا من فيتامين بي3 هي 2-12 ملغ يوميا للأطفال، 14 ملغ يومياً للنساء، 16ملغ يوميا للرجال و18 ملغ يوميا للمرأة الحامل والمرضّعة، والحد الأقصى للرجال والنساء هو 35 ملغ يوميا.
ويمكن الحصول على فيتامين بي3 في الخضراوات الورقية، الطماطم، الجزر، البلح، الأفوكادو، اللحوم الحمراء، اللبن، البيض، الأسماك، والدواجن.